# Кинира (Тасос)
Кинира (грч. Κοίνυρα) је приморско насељено место на острву  Тасос у периферији Источна Македонија и Тракија, Грчка. Према попису из 2021. године био је 91 становник.
Насеље се први пут помиње на попису из 1928. године са осам становника и налази се северозападно од истоименог острва Кинира.